# Mega (stacja telewizyjna)
Mega (stylizowany na MEGA) – chilijska stacja telewizyjna, założona w 1990 roku. Siedziba stacji znajduje się w Santiago.

## Historia
Mega rozpoczęła nadawanie w dniu 23 października 1990 roku. Pierwotnie nosiła nazwę Red Televisiva Megavisión, zanim zmieniła nazwę w 2001 roku. Jest to pierwszy prywatny nadawca w Chile.

## Slogany
- 1992–2001: Megavisión, mucho que ver
- 2001–2010: Mega, ¡Se Vive!
- 2010–2013: Mega, ¡me gusta!
- 2013–2015: Mega, cambia contigo
- od 2015: Mi Mega